# Whonix
Whonix — дистрибутив Linux на основе Debian, ранее известный как TorBOX. Предназначен для обеспечения анонимности средствами VirtualBox и Tor. Его особенностью является то, что ни вредоносные программы, ни компрометация учётной записи суперпользователя не могут привести к утечкам IP-адреса и DNS. Всё программное обеспечение, идущее в комплекте с системой предварительно настроено с учётом требований безопасности.
Идея Whonix получила высокую оценку от MakeUseOf (англ.).
Система Whonix состоит из двух виртуальных машин, соединённых через изолированную сеть. Первая, называемая Whonix-Gateway, работает исключительно через Tor и выступает в качестве шлюза во всемирную сеть. Вторая, под названием Whonix-Workstation находится в полностью изолированной сети. Таким образом, все сетевые соединения возможны только через Tor. Подобная реализация возможна как за счёт виртуализации, так и физической изоляции.

## Возможности
- Настройка разрешения DNS через DNSCrypt[14] и DNSSEC[15] при помощи Tor;
- Туннелирование UDP через Tor[16];
- Тонкая работа через прокси-серверы и VPN[17];
- Возможность доступа через Tor к анонимным сетям: I2P[18], JonDonym (англ.)[19], RetroShare[20], Freenet[21] и Mixmaster (англ.)[22];
- Анонимизация VoIP при помощи Mumble[23];
- Чаты через TorChat (англ.)[24] и XChat[25].